# Зебах (Баден)
Зебах (њем. Seebach) општина је у њемачкој савезној држави Баден-Виртемберг. Једно је од 51 општинског средишта округа Ортенау. Према процјени из 2010. у општини је живјело 1.460 становника. Посједује регионалну шифру (AGS) 8317126.

## Географски и демографски подаци
Зебах се налази у савезној држави Баден-Виртемберг у округу Ортенау. Општина се налази на надморској висини од 602 метра. Површина општине износи 19,0 km². У самом мјесту је, према процјени из 2010. године, живјело 1.460 становника. Просјечна густина становништва износи 77 становника/km².

## Међународна сарадња
| Мјесто    | Држава     | Врста сарадње | Од    |
| --------- | ---------- | ------------- | ----- |
| Шифлинген | Луксембург | партнерство   | 1989. |
|           | Француска  | партнерство   | 1967. |
| Извор     |            |               |       |